# Ayaan Hirsi Ali
Œuvres principales
Insoumise
Nomade, de l'islam à l'Occident un itinéraire personnel et politique
Ma vie rebelle
Ayaan Hirsi Ali (), née le 13 novembre 1969 à Mogadiscio (Somalie), est une femme politique et écrivaine néerlando-américaine d'origine somalienne.
Fuyant la Somalie, elle obtient l'asile aux Pays-Bas où elle s'installe et étudie, puis travaille pour les services d'immigration néerlandais comme traductrice. Elle est élue à la Seconde Chambre des États généraux de 2003 à 2006, dans laquelle elle siège pour le Parti populaire libéral et démocrate après avoir brièvement adhéré au Parti travailliste de 2001 à 2002. Elle est connue pour son militantisme contre l'excision et ses prises de position sur l'islam, sa religion de naissance qu'elle rejette aujourd'hui. Elle est menacée de mort par Mohammed Bouyeri, assassin du cinéaste Theo van Gogh, notamment à la suite de sa participation au court-métrage Submission du réalisateur, dénonçant les violences faites aux femmes dans les pays musulmans. Elle reçoit le premier prix Simone de Beauvoir pour la liberté des femmes en 2008 et la citoyenneté américaine en 2013.

## Biographie

### Enfance en exil
Ayaan Hirsi Magan est la fille d'Hirsi Magan Isse (en), intellectuel et homme politique somalien qui étudie en Italie et aux États-Unis dans les années 1960 et s'oppose au régime de Siad Barre. À l'âge de cinq ans, alors que son père est en prison, sa grand-mère s'arrange pour faire exciser Ayaan et sa sœur à l'insu de leur mère qui doit souvent voyager.
Alors qu'elle est âgée de six ans, sa famille quitte la Somalie pour suivre Hirsi Magan Isse dans un long exil politique, d'abord en Arabie saoudite, en Éthiopie puis au Kenya. Le père voyage beaucoup mais sa famille reste dix ans à Nairobi, où Ayaan Hirsi Magan est scolarisée dans une école coranique (médersa) pour jeunes filles.

### Arrivée aux Pays-Bas
Le 24 juillet 1992, après avoir été mariée de force par son père à un Somalien vivant au Canada, et alors qu'elle est en transit en Allemagne, hébergée par un lointain cousin, et en attente de son visa pour rejoindre son mari, elle s'enfuit aux Pays-Bas où elle obtient l'asile. Elle poursuit ses études de philosophie politique à l'université de Leyde et est naturalisée en 1997. De 1995 à 2001, elle travaille également comme traductrice et interprète pour la justice néerlandaise et pour les services d'immigration.
À partir de 2001, chercheuse dans un think tank du Parti du travail des Pays-Bas, elle se spécialise sur l'intégration des femmes étrangères et plus particulièrement musulmanes. Elle constate à cette occasion la permissivité de la société néerlandaise envers les discriminations faites aux femmes musulmanes au nom du communautarisme.
Se disant « naturellement membre du Parti travailliste », elle est néanmoins en désaccord avec ce dernier sur les relations que la société doit entretenir avec les communautés étrangères.

### Rupture avec le Parti travailliste
Elle quitte le Parti travailliste et, en novembre 2002, elle adhère au parti libéral où elle dit pouvoir davantage faire valoir ses idées. Elle est élue a la seconde Chambre des États généraux en 2003 et réussit alors à faire adopter une proposition de loi réprimant sévèrement la pratique de l'excision. Durant cette période, elle écrit de nombreux articles fustigeant les dangers du communautarisme, qu'elle voit comme un obstacle à l'intégration ; elle considère qu'il n'y a « pas de cohabitation possible entre l'islam et l'Occident. »
Ayaan Hirsi Ali entame une collaboration en 2004 avec Theo van Gogh. Ils écrivent le scénario d'un court-métrage militant sur la condition féminine dans le monde musulman, en insistant sur les violences qui sont faites aux femmes. L'indignation de certains musulmans est provoquée par des calligraphies du Coran, livre sacré des musulmans, inscrites sur la peau des actrices dénudées.

### Menaces de mort et tentative d'exil aux États-Unis
Après l'assassinat de Theo van Gogh par Mohammed Bouyeri, en novembre 2004, Ayaan Hirsi Ali est menacée de mort : l'assassin avait laissé sur le corps de la victime une liste des futures cibles transpercée par le poignard où son nom figure en tête ; elle fuit aux États-Unis, pays dans lequel elle reçoit notamment le soutien officiel de l'American Enterprise Institute,, dans la précipitation. Mais, aux États-Unis, certains membres du camp républicain[Qui ?], d'abord favorables à sa cause, la désavouent et elle n'obtient pas la nationalité américaine.
De retour aux Pays-Bas, elle fait, sous haute protection policière, publier son livre Zoontjesfabriek, traduit en français sous le titre Insoumise.
Après cette publication, Ayaan Hirsi Ali reçoit des menaces de mort pour les critiques des relations homme/femme dans la religion musulmane qu'elle a formulées.

### Controverse sur sa demande d'asile
Dans un documentaire diffusé le 11 mai 2006 à la télévision néerlandaise, Ayaan Hirsi reconnaît avoir menti pour obtenir le droit d'asile en 1992. Elle prétend alors venir directement de Somalie, alors qu'elle vit depuis dix ans au Kenya, et falsifie son identité et son âge. Elle soutient que son père la promet en mariage à un cousin résidant au Canada, et que sa famille doit se charger des formalités durant son escale en Allemagne.
Si selon des membres de sa famille, elle n'est jamais forcée au mariage, sa sœur l'aurait avertie du contraire après sa fuite en Hollande,.
En mai 2006, la controversée ministre de l'Intégration, Rita Verdonk, pourtant également membre du VVD, annonce que Ayaan Hirsi sera déchue de la nationalité néerlandaise. Une motion des représentants votée à la majorité le 26 juin 2006, la désapprobation de figures du VVD comme Gerrit Zalm et Neelie Kroes, ainsi que le désaveu du Premier ministre Jan Peter Balkenende, permettent à Ayaan Hirsi Ali de conserver la nationalité néerlandaise.

### Retour aux Pays-Bas
En octobre 2007, le gouvernement interrompt le paiement pour la protection rapprochée qu'il accorde à Ayaan Hirsi Ali, en raison de son absence du territoire national. En effet, elle réside depuis l'affaire aux États-Unis, où le gouvernement américain ne peut lui accorder protection, Ali n'étant pas de nationalité américaine. Ayaan Hirsi Ali revient aux Pays-Bas le même mois d'octobre 2007. Le 11 octobre 2007, la seconde Chambre des États généraux rejette une proposition du groupe GroenLinks demandant une extension du financement par les Pays-Bas de la protection aux États-Unis d'Ayaan Hirsi Ali.
Le 17 octobre 2007, déclarant que son objectif est d'obtenir de quoi assurer sa sécurité aux États-Unis, elle décline une proposition d'asile faite par le ministre de la Culture du Danemark Brian Mikkelsen et parrainée par l'ICORN (en), un réseau international de villes fournissant de l'aide aux écrivains persécutés.
Le 22 octobre, dix-neuf intellectuels français signent une lettre de soutien dans laquelle ils dénoncent dans l'attitude des Pays-Bas la « lâcheté inacceptable d’un gouvernement d’Europe », et demandent que la France assure la protection de Ayaan Hirsi Ali et lui accorde une « citoyenneté française honorifique ».

### Voyage à Paris et à Bruxelles
Le 10 février 2008 Ayaan Hirsi Ali se rend à Paris pour y recevoir le premier prix Simone de Beauvoir pour la liberté des femmes. De nombreuses personnalités du monde intellectuel et du monde politique, parmi lesquelles Ségolène Royal, sont présentes à la cérémonie. La secrétaire d'État chargée des affaires étrangères et des droits de l'homme Rama Yade déclare à cette occasion que l'octroi à Ayaan Hirsi Ali de la nationalité française « peut être totalement examiné » et lit un message du président Sarkozy préconisant une prise en charge de la protection par l'Union européenne pour toutes les personnalités menacées, au-delà du seul cas d'Ayaan Hirsi Ali.
Le 13 février 2008, Ayaan Hirsi Ali se rend à Bruxelles au parlement européen, pour demander aux députés européens de signer la déclaration écrite no 110/2007 déposée le 10 décembre 2007 par les députés Benoît Hamon, Ana Maria Gomes, Véronique De Keyser et Harlem Désir, demandant que l'Union européenne assure sa protection « quel que soit le pays où celle-ci a choisi de résider ». Cette déclaration avait à cette date reçu le soutien d'une centaine de députés européens. Le 26 mars 2008, l'objectif de réunir une majorité, soit 393 signatures de députés échouait, la déclaration n'ayant obtenu que 144 signatures à l'issue des trois mois réglementaires.
Le 29 février, à la suite d'une réunion des ministres de l'Intérieur de l'UE, Franco Frattini annonce l'intention des États membres de l'Union d'assurer la protection de toute personne menacée pour ses opinions lors de déplacements en Europe.

#### Avis dans la presse
À la suite du refus du gouvernement des Pays-Bas d'assurer la protection d'Ayaan Hirsi Ali et sur le fait que la France pourrait assurer cette protection ; pour le quotidien néerlandais de Volkskrant :

« Le message est clair : la France s'engage contre les fanatiques religieux alors que les Pays-Bas préfèrent lâchement, encore une fois, regarder de l'autre côté. »

L'hebdomadaire Le Nouvel Observateur rapporte les propos du député Yves Jégo :

« Cette jeune femme extrêmement courageuse […] qui fait l'objet de menaces de mort tout à fait précises, nous souhaitons à l'UMP qu'elle puisse obtenir la nationalité française dans des délais brefs. »

Dans un article intitulé « Sauvons-la ! », Libération rapporte les propos du sociologue Paul Scheffer (de) : « Il s’agit de liberté d’expression, rappelle-t-il, et l’intimidation est réelle. »
À la suite de son arrivée en France, l'hebdomadaire Politis qualifie la forte médiatisation de sa demande de naturalisation française ainsi que les soutiens qu'elle reçoit de « manipulations antilaïques » considérant notamment que la laïcité devrait s'accompagner d'une certaine discrétion. L'hebdomadaire lui reproche également son rapprochement avec Theo Van Gogh, la droite néerlandaise et le néo-conservatisme américain, qui serait, toujours selon ce magazine, contradictoire avec la défense de la laïcité à la française, mise en avant par certains de ses soutiens français. Enfin, il qualifie l'affaire de motivée par la « haine de l'islam » plus que par la défense de la laïcité.

#### Avis de personnalité
L'écrivaine Chahdortt Djavann, considérant que le droit de critiquer les religions et leurs dogmes est un droit essentiel, indispensable à l'existence de la démocratie, a publié, une contribution au débat dans Le Figaro du 10 février 2008, dans lequel elle demande que l'Union européenne reconnaisse les fatwas incitant au meurtre comme un acte criminel et engage des poursuites internationales contre ceux qui décrètent de telles fatwas.

### Résidence aux États-Unis
Invitée au American Enterprise Institute à Washington, D.C., elle s'installe aux États-Unis dès 2007. Devenue citoyenne américaine en 2013, elle est membre associé de la John F. Kennedy School of Government à l'université Harvard.

## Engagement politique
Au cours de la conférence « The collapse of Europe » (la chute de l'Europe) à l'université Pepperdine, Ayaan Hirsi Ali demanda « des réformes économiques, ce qui signifie, réduire l'État, là où l'État n'est pas nécessaire, en particulier l'État-providence ».

### L'islam
Ayaan Hirsi Ali estime que l'Occident devrait régler le problème de la séparation de l'Église et de l'État comme l'a fait la France, et réclame aux Pays-Bas un changement de constitution afin d'y parvenir.
Ayaan Hirsi Ali soutient que « l'islam est incompatible avec les principes de la démocratie, tout comme le christianisme est incompatible avec la démocratie, et le judaïsme est incompatible avec la démocratie. » Mais, selon elle, ces deux dernières religions ont dû se réformer, ce qui n'a pas été le cas de l'islam, considéré par elle comme un groupe homogène, ce qui lui a été reproché. La venue de plusieurs millions de musulmans en Europe à partir de la deuxième moitié du XXe siècle constitue, selon elle, un fait majeur et durable. Elle réclame pour l'islam d'Europe une période de Lumières. Ce point de vue trouve un certain écho chez des penseurs comme Alain Finkielkraut ou Bernard-Henri Lévy, qui ont un avis sur la question assez proche du sien. Elle demande avant tout […] que « les musulmans » dans leur ensemble cessent d'avoir recours à la violence pour faire valoir leur point de vue[réf. nécessaire], et affirment qu'ils ne se prononcent pas contre l'extrémisme. Elle est de l'opinion que l'islam est un des « gros problèmes » d'aujourd'hui, et estime qu'il faut chercher la confrontation. Elle affirme que le problème vient du radicalisme en particulier, mais que « trop de musulmans tolèrent l'islam radical », ou s'y conforment. Elle suit, et cite les idées du critique littéraire américain Bruce Bawer (auteur du livre Pendant que l'Europe dort, l'Islam radical est en train de détruire l’Occident de l'intérieur) dans son discours, et se sert de la même comparaison que lui : l'islam radical est comparable au nazisme, et ceux qui cherchent la conciliation, commettent l'erreur de Chamberlain en pensant pouvoir échapper à une tyrannie inéluctable.
Elle a été qualifiée de « Voltaire noire » par un journaliste néerlandais, Jaffe Vink, en référence aux combats passionnés de ce dernier contre le cléricalisme tant chrétien (après l'affaire du chevalier de La Barre) qu'islamique (avec son pamphlet Le Fanatisme, ou Mahomet le prophète).
Pendant la polémique sur les caricatures de Mahomet du journal Jyllands-Posten, Ayaan Hirsi Ali déclare dans son discours prononcé non loin de l'ex-Mur de Berlin le 9 février 2006 :

« Comme les milliers de personnes qui ont manifesté contre les caricatures danoises, j'ai longtemps cru que Mahomet était parfait — qu'il était la seule source du bien, le seul critère permettant de distinguer entre le bien et le mal. En 1989, quand Khomeiny a lancé un appel à tuer Salman Rushdie pour avoir insulté Mahomet, je pensais qu'il avait raison. Je ne le pense plus. »

À la suite de cette affaire, elle signe, avec Salman Rushdie, Taslima Nasreen, Irshad Manji et d'autres, le Manifeste des douze « Ensemble contre le totalitarisme »,, initié par Philippe Val de Charlie Hebdo et Caroline Fourest militante féministe collaboratrice du journal.
Elle déclare notamment lors d'une interview avec le magazine Reason : « Je pense que nous sommes en guerre contre l'islam. Et qu'il n'y a pas de demi-mesure dans la guerre. » sans exclure les actions militaires selon elle.
Elle fait par ailleurs état de son engouement par rapport à certains journaux danois critiques envers l'islam, comme The Free Press Society (en) qui publie le journal Sappho (de).

### L'immigration
Dans un commentaire au  LA Times sur l'immigration en Europe, Hirsi Ali signale les conséquences possibles suivantes de la politique d'immigration d'aujourd'hui : le trafic des femmes, des enfants, et des armes, l'exploitation des immigrés pauvres par des « employeurs cruels », et la réceptivité des immigrés musulmans au mouvement islamiste. Elle souligne les nombres d'immigrés clandestins déjà présents en Europe. La politique d'immigration actuelle[Quand ?] conduira, d'après elle, à une division ethnique et religieuse des sociétés européennes, à l'introduction de la loi islamique, la charia, dans des divers quartiers, « ou même des villes », et à une généralisation de l'exploitation des femmes et des enfants.
Elle propose trois principes pour la politique d'immigration :
- la sélection des immigrés basée sur le critère de ce qu'ils apportent à l'économie européenne ;
- des interventions économiques, diplomatiques et militaires aux pays voisins de l'Europe qui sont, ou risquent d'être, à l'origine des flux d'immigrés ;
- l'introduction de programmes d'assimilation pour les immigrés.

### Lutte contre les mutilations sexuelles et droits des femmes
Au début de sa carrière, elle milite surtout pour améliorer la situation de la femme musulmane et contre les mutilations génitales féminines. Une loi néerlandaise contre l'excision porte son nom. En 2004, elle a proposé un contrôle médical annuel obligatoire, par l'État, de toute fille non-excisée originaire des pays où cette pratique existe. Si on constatait une excision durant ces années, l'État porterait plainte. La protection de l'enfant l'emporterait sur la protection de la vie privée dans ce cas. La proposition n'a pas été adoptée.
De même que l'interdiction de toute mutilation des filles, Ayan Hirsi Ali souhaite celle des circoncisions réalisées sur de jeunes garçons.

### Conversion au christianisme
En 2023, Ayaan Hirsi Ali a annoncé sa conversion au christianisme. Dans un article pour UnHerd (en), elle explique qu'il s'agit d'une décision motivée par l'échec des méthodes rationnelles face à différentes menaces : Parti communiste chinois, Russie de Vladimir Poutine, expansion de l'Islam et expansion de l'idéologie « woke » qui selon elle altère la fibre morale des générations à venir. Pour elle, les traditions judéo-chrétiennes sont la meilleure parade pour assurer la survie des sociétés occidentale dans ce qu'elle considère être un choc civilisationnel. Dans une lettre ouverte, son ami Richard Dawkins lui répond que, s'il la rejoint sur le constat des menaces qu'elle dénonce, il pense qu'elle n'est pas plus une chrétienne que lui n'est un chrétien et conclut par cette phrase : « Non, Ayaan, tu n'es pas une chrétienne, tu es juste une personne humaine décente qui croit à tort qu'elle a besoin d'une religion pour le rester ».

## Vie privée
Ayaan Hirsi Ali a rencontré en 2009 et a épousé en septembre 2011 l'historien et écrivain Niall Ferguson.
Le livre Civilisation, nous et le reste du monde lui est dédié.

## Livres

### traduits en français
- Insoumise (trad. Josie Mijlstra), Éditions Robert Laffont, 2005, 216 p. (ISBN 978-2-221-10436-1).
- Ma vie rebelle [« Infidel »] (trad. de l'anglais), Paris, NiL Éditions, 2006, 519 p. (ISBN 978-2-84111-346-0).
- Nomade, De l'Islam à l'Occident un itinéraire personnel et politique [« Nomad »] (trad. de l'anglais par Johan Frédérik Hel-Guedj), Paris, Éditions Robert Laffont, 2010, 381 p. (ISBN 978-2-221-12581-6).

### autres langues
- (nl) De Maagdenkooi, Amsterdam, Augustus, 2004, 78 p. (ISBN 978-90-457-0212-4).
- (en) The Caged Virgin : An Emancipation Proclamation for Women and Islam [« De Maagdenkooi »] (trad. du néerlandais), Free Press (en), 2006 (ISBN 978-0-7432-8833-0).
- (nl) De zoontjesfabriek : over vrouwen, Islam en integratie [« L'usine à gamins »], Uitgeverij Augustus, 2008, 94 p. (ISBN 978-90-457-0281-0 et 90-457-0281-9).
- (en) Heretic : The Case for a Muslim Reformation, HarperCollins, avril 2015 // Au Canada: (en) Heretic, Knopf Canada[53], mars 2015 (ISBN 978-0-345-80882-0)[54].
- (en) Prey: Immigration, Islam, and the Erosion of Women's Rights, Harper, 2021, 352 p. (ISBN 0062857878).

## Articles
- How to Answer the Paris Terror Attack, The Wall Street Journal, 7 janvier 2015 (lire en ligne).

## Courts métrages
- Le court-métrage de Theo van Gogh dont elle est la scénariste :
  - Submission
- Selon la dernière interview[Quand ?] d'Ayaan parue dans la revue néerlandaise OPZIJ (nl) (NR. 7/8 juillet-août 2006), elle travaillerait actuellement[Quand ?] sur la suite II de Submission qui traitera de la condition des homosexuels, de l'antisémitisme et de quelqu'un qui est tiraillé entre la vie occidentale et les règles de vie islamiques, et enfin sur la sortie de son prochain livre Shorcut to Enlightment, où Mahomet sera confronté à trois philosophes contemporains.

## Récompense
- 2008 : Prix Simone de Beauvoir pour la liberté des femmes